# Grias
Grias  es un género con  especies de plantas de flores perteneciente a la familia Lecythidaceae. Comprende unas especies  nativas de las regiones tropicales del Caribe y Sudamérica. 
Son árboles de pequeño o mediano tamaño que alcanzan los  5-15 m de altura. Tienen las hojas perennes, alternas, simples, anchamente lanceoladas y muy largas, de hasta un metro de longitud, con los márgenes serrados u ondulados. Las flores son de color blanco-crema a amarillo con cuatro pétalos. El fruto es de 6-15 cm de longitud, carnoso y comestible en algunas especies.
En la Amazonia se utiliza su semilla como alimento humano. (Peters et al 1989)

## Especies seleccionadas
- Grias cauliflora
- Grias colombiana
- Grias fendleri
- Grias haughtii
- Grias longirachis
- Grias multinervia
- Grias neuberthii
- Grias peruviana